# Heinrich Joachim Jaeck
Heinrich Joachim Jaeck, auch Joachim Heinrich Jäck u. a. (* 30. Oktober 1777 in Bamberg; † 26. Januar 1847 ebenda), war ein deutscher Zisterzienser, Bibliothekar, Lokalhistoriker und Sachbuchautor.

## Leben
Heinrich Joachim Jaeck studierte in Bamberg Theologie und trat 1796 in das Zisterzienser-Kloster Langheim ein (Ordensname: Joachim). Als dieses 1803 im Zuge der Säkularisation aufgelöst wurde, fand er noch im gleichen Jahr Anstellung als Bibliothekar der seinerzeit gegründeten Kurfürstlichen (ab 1806: Königlichen) Bibliothek zu Bamberg, der heutigen Staatsbibliothek Bamberg. Für die Einrichtung, Verwaltung und Bereicherung der Bibliothek war er rastlos tätig. Die Nutzbarmachung ihrer Schätze förderte er durch umfangreiche publizistische Tätigkeit, darunter Bestandsverzeichnisse, und durch intensive Kontaktpflege mit Forschern, wodurch er der Bibliothek eine achtbare Stellung in der gelehrten Welt sicherte.
Er war wissenschaftlich vielseitig interessiert und publizierte auf den unterschiedlichsten Sachgebieten, so in den Bereichen der Geschichtswissenschaft, der Staatskunde, der Literaturgeschichte sowie der Länder- und Völkerkunde. Nach eigenen Angaben hatte er insgesamt 226 Schriften veröffentlicht. Auf seine Initiative geht die Gründung des Bamberger Tagblatts im Oktober 1834 zurück, dessen Schriftleitung er wohl in den ersten Wochen wahrnahm.
Er starb 1847 in Bamberg im Alter von 69 Jahren an den Folgen einer Lungenentzündung.

## Schriften (Auswahl)
- Geschichte der Provinz Bamberg vom Jahre 1006 bis 1803. Teil I. Bamberg 1809 (Digitalisat).
- Allgemeine Geschichte Bambergs von 1007 bis 1811. Bamberg/Würzburg 1811 (Digitalisat).
- Pantheon der Litteraten und Künstler Bambergs. 1812–1815.
- N. Th. Gönners Biographie. 1813; 3. Auflage. Johann Jakob Palm, Erlangen 1814 (Digitalisat).
- Kurze Darstellung des Graserischen Werkes: Divinität oder das Prinzip der einzig wahren Menschenerziehung. Bamberg 1814 (Digitalisat).
- Beschreibung der Verwüstungen, welche der am 15ten Juni 1816 in Tiefenhöchstadt gefallene Wolkenbruch bewirkte. Nebst einer kurzen Geschichte der Rittergüter Buttenheim, Gunzendorf und Senftenberg sowohl, als der Pfarrei – des Filials und der Benefizien daselbst. Bamberg 1816 (Digitalisat).
- Rückblick auf meine merkwürdige Reise über Hammelburg etc. 1818 – Im ersten Jahr der konstitutionellen Preßfreiheit (Digitalisat).
- Kurze Betrachtungen über Ständische Mediatisirte, Edelleute, Geistliche und Gutsbesitzer. 1819 (Digitalisat).
- Lehrbuch der Geschichte Bambergs vom Jahr 1007 bis auf unsere Zeiten. 2. Auflage. Erlangen 1820 (Digitalisat).
- Kurze Beschreibung der Altenburg bei Bamberg. 2. Auflage. Bamberg 1823 (Digitalisat).
- Grundzüge zur Geschichte des ehemaligen Benedictiner-Klosters Michelsberg bei Bamberg. Aus dessen handschriftlichen Quellen entwickelt. München 1826 (Digitalisat).
- Wünsche über Bischöfe, Domkapitulare, neue Klosterbewohner, ehemalige Mönche, Professoren, Pfarrer, Kapläne, emeritirte Priester und deren Verhältnisse zu einander, ausgesprochen vor dem Bundestage zu Frankfurt von einem Wahrheitsfreunde. 1827 (Digitalisat).
- Vollständige Beschreibung der öffentlichen Bibliothek zu Bamberg.
  - Erster Teil: Handschriften auf Pergament. Nürnberg 1831 (Digitalisat).
  - Dritter Teil: Systematisches Verzeichniss aller wichtigen Druckschriften.
    - Erste Abtheilung. Nürnberg 1834 (Digitalisat).
- Denkschrift für das Jubelfest der Buchdruckerkunst zu Bamberg am 24. Juni 1840. Bamberg 1840 (Digitalisat).
- Zweites Pantheon der Literaten und Künstler Bambergs vom XI. Jahrhunderte bis 1844. Bamberg (Digitalisat).